# کیم جین سو (کشتی‌گیر)
کیم جین سو (به هانگول: 김진수) (زادهٔ ۱۵ مه ۱۹۷۴) کشتی‌گیر پیشین اهل کره جنوبی است که در دستهٔ وزنی ۷۴–۷۶ کیلوگرم کشتی فرنگی مردان رقابت می‌کرد. او در دو دورهٔ بازی‌های المپیک تابستانی (۱۹۹۶، ۲۰۰۰) برای کره جنوبی رقابت کرد که به مقام‌های هفتم و پنجم رسید. جین سو برندهٔ دو مدال برنز مسابقات قهرمانی کشتی جهان (۲۰۰۱، ۲۰۰۳) و مدال طلای بازی‌های آسیایی ۲۰۰۲ است و نیز دو مدال طلای مسابقات قهرمانی کشتی آسیا (۱۹۹۶، ۱۹۹۹) را کسب کرده است. 